# Simulium soubrense
Simulium soubrense är en tvåvingeart som beskrevs av Vajime och Dunbar 1975. Simulium soubrense ingår i släktet Simulium och familjen knott. Inga underarter finns listade i Catalogue of Life.